# Maserati Mistral
Maserati Mistral (Tipo 109) är en sportbil, tillverkad av den italienska biltillverkaren Maserati mellan 1963 och 1969.
Mistral var en tvåsitsig sportvagn och tillverkades i 968 exemplar, varav 124 st öppna Spider.
Varianter:
| Modell | Motor               | Cylindervolym | Effekt | Bränslesystem            |
| ------ | ------------------- | ------------- | ------ | ------------------------ |
| 3700   | 6-cyl radmotor dohc | 3692 cm³      | 245 hk | Lucas bränsleinsprutning |
| 4000   | 6-cyl radmotor dohc | 4014 cm³      | 255 hk | Lucas bränsleinsprutning |